# Wendlandia ligustroides
Wendlandia ligustroides là một loài thực vật có hoa trong họ Thiến thảo. Loài này được (Boiss. & Hohen.) Blakelock miêu tả khoa học đầu tiên năm 1948.